# Mosquée Al-Farouq de Pessac
La mosquée Al-Farouq est un lieu de culte musulman situé à Pessac, en France.

## Dénomination
Al-Farouq (en) est un surnom honorifique que les musulmans sunnites attribuent à Omar ibn al-Khattâb, le deuxième des Califes bien guidés. Al-Farouq signifie le doué de discernement, compris ici comme étant celui qui distingue le bien du mal. 
D'après certains ahadith, (dont l'authenticité des chaînes de narration n'est pas établie), Mahomet aurait été la première personne à appeler Omar Al-Farouq. D'autres sources mentionnent à l'inverse que ce sont les gens du Livre les premiers à l'avoir dénommer ainsi.

## Situation
Elle est nichée au cœur du centre d’activité « Les Échoppes » qui se trouve sur la rue principale de Pessac : l'avenue Jean Jaurès.

## Histoire

### Fondation (2014-2016)
En novembre 2014, le Rassemblement des Musulmans de Pessac (une association loi de 1901 à but non lucratif, fondée le 21 juin 2013) fait l'acquisition, pour une somme allant de 155 à 170 000 €, d'un bien d'une surface de 180m2 (sur un bâtiment qui en fait au total 340) qui faisait déjà office de lieu de culte depuis plusieurs mois,. Cet achat vient concrétiser la volonté des musulmans pessacais, qui cherchaient à se doter d'une mosquée depuis les années 1990. Auparavant, ces derniers ne disposaient que deux salles de prière : une dans le quartier de Saige (prêtée à l'Association culturelle des Musulmans de Pessac) et une autre dans le quartier de La Châtaigneraie (prêtée à l'Association des Musulmans de Pessac, l'ancêtre du Rassemblement des Musulmans de Pessac). 
En décembre 2014, des premiers grands travaux d'aménagement et de rénovation sont entrepris au sein de la mosquée de Pessac. Ceux-ci se poursuivent jusqu'au printemps 2015. C'est à cette période qu'un projet d'agrandissement (consistant en l'acquisition des 160m2 restants du bâtiment contre environ 160 000 €) voit le jour. Pour le financer, le Rassemblement des Musulmans de Pessac lance une campagne de dons auprès des fidèles devant durer jusqu'en juin 2016.   

### Polémique (février 2015)
En février 2015, des propos tenus par Mohamed Barry, l'imam de la mosquée de Pessac, en 2013 (alors qu'il était encore l'imam de la mosquée de Bègles) lors d'une khotba sur les devoirs respectifs de l'homme et de la femme, sont sortis de leur contexte et déclenchent une polémique. Le maire UMP de Pessac, Franck Raynal, et les fidèles de la mosquée prennent la défense de l'imam. Tandis que Naïma Charaï, conseillère régionale PS d'Aquitaine, exige « une condamnation ferme ».  
Cette polémique a été lancée par une station de radio lors d'un reportage comportant des erreurs factuelles et n'expliquant pas le contexte, comme l'explique le maire de la commune.  

### Visite de l'archevêque de Bordeaux (avril 2015)
En avril 2015, l'archevêque de Bordeaux Jean-Pierre Ricard se rend à la mosquée de Pessac pour y rencontrer l'imam, Mohamed Barry, et le président, Abdourahmane Ridouane, et montrer qu'une « coexistence fraternelle est possible ». L'Association de soutien à tous les immigrés est également présente, et cette rencontre est l'occasion de différents échanges sur la laïcité, les préjugés, et les difficultés auxquelles font face les lieux de culte musulmans.   

### Retrait du panneau (novembre 2015)
En novembre 2015, le panneau signalant la présence de la mosquée de Pessac est enlevé par les responsables de celle-ci, après les attentats du 13 novembre, de peur qu'il ne soit perçu comme « une provocation ».  

### Départ de l'imamet pré-confinement (mars 2020)
En mars 2020, Mohamed Barry, khatib et imam de la mosquée de Pessac depuis sa fondation, quitte ses fonctions à la suite d'une décision interne. Il dirige tout de même une dernière fois la prière du vendredi en son sein, le 13 mars 2020, soit quatre jours avant le début du premier confinement qui interrompra les offices pendant de nombreuses semaines. 

### Visite domiciliaire (octobre 2020)
Le 26 octobre 2020, la Direction départementale de la sécurité publique effectue une visite domiciliaire à la mosquée Al-Farouq de Pessac dans le cadre administratif des « objectifs nationaux de demande de renseignement ». Le domicile et la voiture d'Abdourahmane Ridouane, président de l'association qui gère le lieu de culte, sont également inspectés dans la foulée. Cela fait suite à la volonté exprimée par le Premier ministre, Jean Castex, à l'issue du Conseil restreint de défense et de sécurité nationale du 23 octobre 2020, de renforcer les contrôles auprès de responsables d'associations soupçonnés d'appartenir à la mouvance islamiste après l'assassinat de Samuel Paty.
Les saisies ne mènent à rien et aucun lien entre le lieu de culte et des soupçons de terrorisme n'est établi par les autorités. De plus, le maire LR de Pessac, Frank Raynal, félicite la mosquée pour sa présence lors de l'hommage rendu à Samuel Paty par la commune, défendant le lieu de culte d'islamisme.

### Tentative de fermeture administrative (mars-avril 2022)
Le 14 mars 2022, la préfète de la Gironde Fabienne Buccio publie un arrêté de fermeture temporaire de la mosquée de Pessac pour une durée de 6 mois. Dans celui-ci, elle accuse l'association qui gère la mosquée et son président Abdourahmane Ridouane de relayer des publications sur les réseaux sociaux incitant à la haine, encourageant au terrorisme ou en faisant l'apologie. 
Le tribunal administratif suspend l'arrêté le 23 mars, considérant que les faits reprochés ne sont pas suffisants pour justifier une fermeture de l'établissement. Le Conseil d'Etat confirme cette décision le 26 avril 2022 et affirme que rien « ne permet de reprocher à la mosquée de Pessac l'incitation à la commission d'acte terroriste ».

### Affaire des tags (2015-2024)
La mosquée Al-Farouq de Pessac est attaquée à près de sept reprises entre 2015 et 2024, dont cinq fois par le groupuscule d'extrême droite Action Directe Identitaire, responsable de nombreuses dégradations à Bordeaux,. Le lieu de culte a notamment été visé dans le cadre de l'affaire Lola dans la nuit du 20 au 21 novembre 2022. En mars 2023, le groupuscule vandalise quatre mosquées de l'agglomération de Bordeaux en une semaine, dont celle de Pessac qui est touchée deux nuits d'affilée. 
Fin 2023 une énième attaque déclenche une polémique nationale portée par la gauche de l'hémicycle, notamment sur l'islamophobie supposée d'une partie de la population française et du manque de protection de la communauté musulmane. Les fidèles, comprenant ces nouveaux tags comme des menaces de mort, s'organisent pour assurer eux-mêmes la sécurité de la mosquée. Selon Mediapart, le lieu de culte figurait dans un dossier du site Fdesouche et circulait dans des canaux Telegram d'extrême droite, incitant peut-être le passage à l'acte. Le média dénonce alors une « série noire que l’État ne veut pas voir », celle des mosquées vandalisées, et diffuse la vidéosurveillance de la mosquée de Pessac qui montre trois individus cagoulés dégradant l'édifice. Le décompte effectué par les journalistes indique que Bordeaux est la deuxième ville de France la plus touchée par les attaques de mosquée entre 2019 et avril 2023, derrière Rennes. 
Une nouvelle dégradation a lieu en mai 2024 et vise directement le président de la mosquée, Abdourahmane Ridouane, alors concerné par une procédure d'expulsion. Celui-ci déclare craindre que « ces menaces aboutissent un jour à un passage à l'acte ».

### Tentative d'expulsion d'Abdourahmane Ridouane
En mai 2024, le président du Rassemblement des musulmans de Pessac, et non pas imam de la mosquée comme il a été présenté par les médias, Abdourahmane Ridouane, est ciblé par une procédure d'expulsion ordonnée par la préfecture de la Gironde. Il est alors accusé de présenter le Hamas comme un mouvement de résistance et de tenir des discours contraires aux valeurs républicaines. Un dessin diffusé sur Facebook lui est notamment reproché, représentant les Palestiniens comme des résistants moins d'une semaine après l'attaque du 7 octobre 2023. Quelques jours plus tard, il est assigné à résidence. Contestée devant le tribunal administratif, cette mesure est finalement maintenue et interdit à le président de quitter Pessac pendant trois mois.
Une manifestation, rassemblant près de 300 personnes, a lieu à Bordeaux le 31 mai 2024 pour le soutenir le jour de son passage devant la commission consultative chargée d'examiner la procédure d'expulsion. A la sortie de l'audience,  Abdourahmane Ridouane s'estime satisfait d'avoir pu se défendre tandis que son avocat Maître Guez Guez annonce que toute poursuite de la procédure par la préfecture sera contestée devant le tribunal administratif.
Le 4 août 2024, par un arrêté, le ministre de l’intérieur et des outre-mer a prononcé son expulsion du territoire français et lui a retiré son titre de séjour.
Le 10 août 2024, saisi par son avocat, le tribunal administratif de Paris refusait d'examiner la requête en estimant que celle-ci ne présentait aucun caractère d'urgence. 